# RCI Banque
Die RCI Banque S.A. (Renault Credit International) ist ein Finanzdienstleister und eine 100-prozentige Tochter des Automobilherstellers Renault. Sie beschäftigt 3.200 Mitarbeiter in 36 Ländern. Ihr Gesellschaftssitz liegt in Paris in Frankreich. 
International werden Niederlassungen beispielsweise in der Europäischen Union (z. B. Deutschland, Spanien, Italien) und dem außereuropäischen Ausland (z. B. Argentinien, Brasilien, Südkorea, Russland, Marokko und der Türkei) unterhalten. Die deutsche Niederlassung der Automobilbank wurde im Jahr 1947 gegründet; damit ist sie die älteste Automobilbank der Bundesrepublik. 
Das Unternehmensziel besteht in der Kundengewinnung und Kundenbindung der Marken der Allianz Renault-Nissan durch die Bereitstellung von Finanzierungsangeboten und eines wettbewerbsfähigen Service. Dadurch begleitet die RCI Banque die beiden Marken bei ihrem Wachstum. Die Hauptmärkte der Allianz liegen insbesondere in Europa, in Russland und in Südamerika. Dazu bietet die RCI Banque eine große Vielfalt an Leasing- und Finanzierungsprodukten für die Marken Renault (Renault, Renault Samsung Motors), Dacia und Nissan (Infiniti, Datsun, Nissan) für Privat- und Firmenkunden an. Gleichzeitig ist sie auch Finanzierungspartner der Händlernetzwerke, für die sie finanzielle Ressourcen zur Finanzierung der Lagerbestände, Neufahrzeuge und Gebrauchtfahrzeuge, sowie von Ersatzteilen und Umschichtungsmitteln bereitstellt. Während der 1970er Jahre führte das Institut die ersten Leasingangebote für Privatkunden in Deutschland ein.
Im Jahr 1990 erfolgte die Fusion mit der Diac S.A. (Diffusion Industrielle et Automobile par le Credit), einem im Jahr 1924 gegründeten automobilen Finanzdienstleister. Seit 1991 hat die RCI Gruppe den offiziellen Bankstatus und unterliegt entsprechend der Regulation durch die Aufsichtsbehörden. Mit der Gründung der Renault-Nissan-Allianz im Jahre 1999 wurde auch die Zusammenlegung der fünf europäischen Nissan-Finanztöchter unter dem Dach der RCI beschlossen.
Die RCI Banque S.A. Niederlassung Deutschland mit Sitz in Neuss bietet neben Finanzierungen für Neu- und Gebrauchtwagen als klassische Darlehensform oder als Schlussratenfinanzierung, verschiedene Versicherungsservices und Zusatzleistungen für Kunden, Unternehmen und Vertragshändler wie z. B. Restratenversicherungen, Garantieverlängerungen, Pannenhilfe, Online Banking für Händler sowie Batterie-Miete für Elektrofahrzeuge an. Für Firmenkunden ergänzen Full-Service-Leasing und Flottenmanagement das Produktangebot. 
Seit 2013 bietet RCI Banque unter der Marke „Renault Bank direkt“ Tagesgeld- und Festgeldkonten in Deutschland an. Während die Bank in Großbritannien seit 2015 unter Renault Bank am Markt auftritt, agiert die Bank in Frankreich unter dem Namen Zesto.
Im Jahr 2014 wurden Neufinanzierungen in Höhe von 12,6 Milliarden Euro getätigt. In Bezug auf die Marken der Allianz wurde im selben Jahr eine Marktdurchdringung von 35,2 % erzielt. Das konsolidierte Jahresergebnis vor Steuern betrug im Jahr 2014 674 Millionen Euro.
Im Juli 2015 wurde eine Tochtergesellschaft RCI Mobility gegründet. Diese beschäftigt sich damit mobilitätsbezogene Dienstleistungen, insbesondere Car-Sharing, zu entwickeln und zu managen.
Seit 1. Januar 2016 gibt es den Geschäftsbereich Infiniti Financial Services.
Ende 2022 gründete die Gruppe das Langzeitmietunternehmen Mobilize Lease&Co, das seine ersten beiden Übernahmen im Juli 2023 in Deutschland tätigte.